# Болобоново (Нижегородская область)
Болобоново — село в Пильнинском районе Нижегородской области России. Входит в состав Деяновского сельсовета.

## География
Село находится на юго-востоке Нижегородской области, в пределах восточной части Приволжской возвышенности, в зоне хвойно-широколиственных лесов, на берегах реки Курмышки, к западу от автодороги 22Н-0049, на расстоянии приблизительно 21 километра (по прямой) к северо-западу от Пильны, административного центра района. Абсолютная высота — 98 метров над уровнем моря.
Климат
Климат характеризуется как умеренно континентальный, умеренно влажный, с относительно тёплым летом и холодной малоснежной зимой. Среднегодовая температура — 3,4 °C. Средняя температура воздуха самого тёплого месяца (июля) — 18,8 °C (абсолютный максимум — 36 °C); самого холодного (января) — −12,4 °C (абсолютный минимум — −44 °C). Среднегодовое количество атмосферных осадков составляет 500—550 мм.
Часовой пояс
Село Болобоново, как и вся Нижегородская область, находится в часовой зоне МСК (московское время). Смещение применяемого времени относительно UTC составляет +3:00.

## Население
| 2002 | 2010 |
| ---- | ---- |
| 171  | ↘121 |

Национальный состав
Согласно результатам переписи 2002 года, в национальной структуре населения русские составляли 88 %.

## Известные уроженцы и жители
С 1864 года в Болобонове жил в своём имении после отставки с поста директора ярославского Демидовского лицея и 20 ноября 1868 года скончался видный русский астроном М. В. Ляпунов, отец знаменитого русского математика, академика Петербургской Академии наук Александра, известного композитора Сергея и крупнейшего советского лингвиста, академика АН СССР Бориса Ляпуновых.
В 1891 году в семье Касьяновых (родственников Шипиловых и Ляпуновых) родился Александр Александрович Касьянов, советский композитор и музыкальный деятель.